# ديجيمون رامبل أرينا
ديجيمون رامبل أرينا (بالإنجليزية: Digimon Rumble Arena)‏ لعبة فيديو بلاي ستيشن تم تطويرها من قبل شركة بانداي وهادسن سوفت وتم نشرها من قبل شركة بانداي في اليابان 6 ديسمبر 2001 و أمريكا الشمالية 24 فبراير 2002 و في منطقة بال 12 يوليو 2002 وهي لعبة قتال الكائنات الرقميه الديجيمون.

## الشخصيات الرئيسية
| الشخصية     | المهارة | مؤدي الصوت باليابانية | مؤدي الصوت بالإنجليزية |
| ----------- | ------- | --------------------- | ---------------------- |
| رعد         | النار   | شيكا ساكاموتو         | توم فاهن               |
| سمهر        | الماء   | مايومي ياماغوتشي      | كيرك ثورنتون           |
| صدى         | الطبيعة | ميوا ماتسوموتو        | لورا سمر               |
| خرموش       | الماء   | يوكا توكيوميتسو       | ماري إليزابيث مكغلن    |
| أزرق        | النار   | جونكو نودا            | ديريك ستيفن برينس      |
| صدف         | الطبيعة | ناوزومي تاكاهاشي      | بول بيتر               |
| صخر         | النار   | ماساكو نوزاوا         | ستيفن بلوم             |
| صفراء       | الطبيعة | يوكا ايماي            | ماري ديفون             |
| قنفذ        | الطبيعة | أوي تادا              | مونا مارشال            |
| القط الناري | النار   | هيروكي تاكاهاشي       | ديريك ستيفن برينس      |

## روابط خارجية
- ديجيمون رامبل أرينا على موقع IMDb (الإنجليزية)